# ميغيل بوسيو
ميغيل بوسيو (بالإسبانية: Miguel Bossio)‏ (مواليد 10 فبراير 1960) هو لاعب كرة قدم. يلعب مع منتخب الأوروغواي لكرة القدم. سبق له أن لعب في كأس العالم لكرة القدم مع منتخب بلاده.

## روابط خارجية
- ميغيل بوسيو على موقع الاتحاد الدولي (مؤرشف)  (الإنجليزية)
- ميغيل بوسيو على موقع قاعدة بيانات كرة القدم.إي يو (الإنجليزية)
- ميغيل بوسيو على موقع ناشيونال فوتبول تيمز (الإنجليزية)
- ميغيل بوسيو على موقع عالم كرة القدم.نت (الإنجليزية)